# La herencia (2022)
La Herencia, Un Llegado de Amor, ou simplesmente La Herencia, (lit. A Herança) é uma telenovela mexicana produzida por Juan Osorio para TelevisaUnivision e foi exibida pelo Las Estrellas de 28 de março a 15 de julho de 2022, substituindo El último rey e sendo substituída por Vencer la ausencia. 
É uma adaptação da novela chilena Hijos Del Monte de Víctor Carrasco, cuja adaptação foi feita pela Telemundo em 2011 sob o título Los herederos del Monte e outra feita pela TVI em 2013 com o título Belmonte.
É protagonizada por Michelle Renaud, Matías Novoa, Mauricio Henao e Juan Pablo Gil e antagonizada por Emmanuel Palomares, Daniel Elbittar, Elizabeth Álvarez, Tiaré Scanda, Paulina Matos, Diego de Erice e Sergio Basañez e atuações estelares de Julián Gil, Amaranta Ruíz, Verónica Jaspeado e Gloria Aura, participações dos primeiros atores Juan Carlos Barreto, Roberto Blandón e Rafael Inclán e participações especiais de Leonardo Daniel e Anna Ciocchetti

## Sinopse
Os cinco filhos de Catalina Arango e Don Severiano del Monte cresceram em uma próspera fazenda de abacate chamada "Santa Catalina": Juan, Pedro, Mateo, Simón e Lucas. Os cinco irmãos Del Monte foram adotados, pois Catalina Arango não podia ter filhos. Dom Severiano, que sempre quis ter descendentes do sexo masculino, concordou com a adoção. Juan era o maior orgulho de seu pai. Severiano viu nele o digno sucessor de seu legado e não se importou em mostrar sua preferência sobre seus irmãos, principalmente Pedro, gerando uma grande rivalidade entre eles. Simón tem sido o mais próximo de sua mãe, ressentido com Severiano por suas infidelidades. Mateo, o mais relaxado dos irmãos, tem um problema de alcoolismo, que será acentuado por um amor impossível. Lucas, o mais novo dos do Monte, é um jovem influenciador que gosta de mostrar aos seus seguidores a vida no campo, além disso, viverá uma experiência que marcará sua vida.  
Nossa história começa quando Don Severiano reúne seus filhos na empresa Del Monte para informá-los que Juan será o novo presidente da empresa. Isso causa reações conflitantes nos filhos Del Monte, especialmente em Pedro, único irmão de sangue de Juan, que expressa seu desagrado de forma categórica pela decisão do pai. Ao mesmo tempo, na Cidade do México, a única filha de sangue de Severiano, Sara Del Monte, luta para abrir caminho em um mundo de homens. Ela é filha de Déborah Portillo, uma mulher ambiciosa e manipuladora que foi uma das amantes de Dom Severiano. Sara cresceu fora da família Del Monte, acreditando que seu pai nunca se interessou por ela, pois a única coisa que ela tem dele é o sobrenome.  
Enquanto isso, na fazenda, feliz por ser o novo presidente da empresa, Juan decide formalizar seu compromisso com Julieta Millán, com quem mantém um relacionamento há mais de 10 anos. Julieta esconde um grande segredo: ela teve um relacionamento com Mateo Del Monte. Para Mateo, Julieta é o amor de sua vida, mas a noiva de Juan o fez jurar manter o segredo do que aconteceu entre eles. A chegada de Sara provoca a rejeição dos irmãos, mas ela chamará a atenção de Juan, que não poderá deixar de ver nela todas as qualidades que a revestem. O amor entre Juan e Sara é algo que surge a despeito deles mesmos, mas a ganância e a ambição de Pedro não facilitará para eles, juntamente com o ressentimento de Julieta, que cairá em uma espiral de ciúmes que ameaçará a realização do amor entre Sara e Juan. 
Tudo vai ficar mais complicado, porque o testamento tem uma cláusula de condição suspensiva que obriga os seis irmãos a viverem juntos por um ano na Fazenda Santa Catalina, ou então perderão a herança. A herança virá para desenterrar o passado e confrontar Sara com os irmãos Del Monte, que defenderão a terra que os formou, despertando neles sentimentos e ações que nunca imaginaram vivenciar.

## Elenco
- Michelle Renaud - Sara del Monte Portillo / Sara Alamillo Portillo
- Matías Novoa - Juan del Monte Arango / Juan Delgado
- Emmanuel Palomares - Simón del Monte Arango
- Daniel Elbittar - Pedro del Monte Arango / Pedro Delgado
- Mauricio Henao - Mateo del Monte Arango
- Juan Pablo Gil - Lucas del Monte Arango / Lucas Contina
- Elizabeth Álvarez - Déborah Portillo Peralta
- Tiaré Scanda - Rosa Gutiérrez de Millán
- Paulina Matos - Julieta Millán Gutiérrez / Julieta del Monte Gutiérrez
- Julián Gil - Próspero Millán Rico
- Juan Carlos Barreto - Modesto Pérez
- Diego de Erice - Cornelio Pérez
- Amaranta Ruiz - Adela Cruz
- Verónica Jaspeado - Bertha Restrepo
- Gloria Aura - Beatriz Hernández
- Mildred Feuchter - Paloma Pérez
- Curiel Cita - Jessica Millán Gutiérrez
- Esmeralda Gómez - Alondra Millán Gutiérrez
- Christian Ramos - Brayan Cruz
- Andre de Regil - Brandon Cruz
- Farah Justiniani - Dulce Pérez
- Andrés Ruanova - Tadeo Pérez Hernández / Tadeo del Monte Hernández
- Sergio Basañez - Dante Alamillo
- Roberto Blandón - Salvador "Chavita" Pérez
- Rafael Inclán - Agustín Cruz
- Ana Ciocchetti - Catalina Arango De del Monte
- Leonardo Daniel - Severiano del Monte
- Lucero Lander - Aurora Delgado
- Tian Altamirano - Amado Contina
- Alberto Pavón - Henry Miller
- Manuel Riguezza - Bruno
- Gina Pedret - Irma
- Zoé Itzayana - Sara del Monte Portillo / Sara Alamillo Portillo (niña)
- Ofito Bastida - Juan del Monte Arango / Juan Delgado (niño)
- Mariano Ramos - Simón del Monte Arango (niño)
- Leo Bastida - Pedro del Monte Arango / Pedro Delgado (niño)
- Héctor Salas - Mateo del Monte Arango (niño)
- Leonardo León - Lucas del Monte Arango / Lucas Contina (niño)

## Produção
As filmagens da novela começaram em dezembro de 2021. O primeiro teaser foi exibido em 28 de fevereiro de 2022.

## Audiência
| Horário             | # Eps. | Estreia             | Estreia           | Final               | Final           | Posição | Temporada | Classificação geral |
| Horário             | # Eps. | Data                | Primeiro capítulo | Data                | Último capítulo | Posição | Temporada | Classificação geral |
| ------------------- | ------ | ------------------- | ----------------- | ------------------- | --------------- | ------- | --------- | ------------------- |
| Segunda—Sexta 20h30 | 80     | 28 de março de 2022 | 3.1               | 15 de julho de 2022 | 3.6             | #1      | 2022      | 3.0                 |

Em seu primeiro capítulo a trama estreou com excelente índices, com 3.1 milhões de espectadores. Bateu recorde em seu segundo capítulo, sendo vista por 3.2 milhões de espectadores. Em seu terceiro capitulo superou seu recorde e foi vista por 3.4 milhões de espectadores. Voltou a repetir um novo capítulo exibido em 19 de abril, quando foi visita por 3.4 milhões de espectadores. No capítulo do dia 14 de junho bateu um novo recorde alcançando 3.5 milhões de telespectadores. Registrou um novo recorde no capítulo exibido no dia 22 de junho, quando cravou 3.6 milhões de espectadores. Em sua última semana voltou a registrar um novo recorde, no capítulo exibido em 13 de julho a trama alcançou 3.6 milhões. Em seu último capítulo foi vista por 3.6 milhões de espectadores, repetindo o recorde que havia registrado no dia 22 de junho.
Finalizou com 3.0 milhões de espectadores ao longo dos seus 80 episódios, recuperando em parte o que a série El último rey derrubou do horário.